# 刘训言
刘训言（1958年8月—），山东章丘人，中国人民解放军海军中将，现任中国人民解放军海军纪委书记。
曾任总政治部保卫部安全局局长，2009年任总政治部保卫部副部长。最晚于2014年年底前出任总政治部保卫部部长。2016年1月，任中央军事委员会政法委员会副书记。2017年9月，任中国人民解放军海军副政治委员。2018年1月改任海军纪委书记。
2010年授予空军少将军衔。2017年8月改授海軍少将軍銜。2019年6月晋升海军中将军衔。